# Kyokkoku no Tsubasa Barukisasu
Kyokkoku no Tsubasa Barukisasu (jap. 極黒の翼 バルキサス), mit dem englischen Nebentitel Legend of Lemnear, ist eine im Fantasy-Genre angesiedelte Geschichte von Satoshi Urushihara und Kinji Yoshimoto, die in Form einer OVA und einer Manga-Trilogie veröffentlicht wurde. Die Handlung dreht sich um die Titelheldin, die gemeinsam mit einer Genre-typischen Gruppe unterschiedlicher Helden gegen böse Mächte kämpft.

## Inhalt
Bei der Feier der Mündigwerdung der jungen Lemnear wird ihr Dorf von Raga angegriffen und zerstört. Auch Lemnears Eltern sterben. Raga will sie und Mesh in seine Gewalt bringen und seinem Herrn Barol opfern. Die beiden tragen einer alten Überlieferung zufolge die Kräfte des bronzenen und silbernen Kriegers in sich. Diese und den goldenen Krieger hatten die Götter einst gesandt, um das Böse zu bekämpfen. Nun machen sich Lemnear und Mesh sowie die Diebin Lian und der Gottesdiener Lunarg auf, um Barol zu besiegen. Barol, der der goldene Krieger ist, will die Kräften für sich und schickt ihnen seine Diener entgegen.

## Anime
Der 45 Minuten lange Anime-Film entstand 1989 unter der Regie von Kinji Yoshimoto, der auch das Drehbuch schrieb. Bei der Produktion von AIC entwarf Satoshi Urushihara das Charakterdesign und war für die Animationsleitung verantwortlich, während Yoshinari Kinbako künstlerischer Leiter war. Yoshimoto und Urushihara arbeitet vier Jahre später nochmals an Plastic Little zusammen.
Der Film erschien am 25. Juli 1989 als Original Video Animation auf VHS und Laserdisc unter dem Titel Kyokkoku no Tsubasa Barukisasu in Japan mit Legend of Lemnear als englischem Alternativtitel. Es folgten eine englische und eine spanische Übersetzung.

### Synchronisation
| Rolle   | Japanische Stimme (Seiyū) |
| ------- | ------------------------- |
| Lemnear | Eiko Yamada               |
| Lian    | Keiko Yokozawa            |
| Mesh    | Ryusei Nakao              |

## Manga
Ein Manga von Satoshi Urushihara unter dem Titel Legend of Lemnear erschien ab 1990 im Manga-Magazin Comic Nora des Verlag Gakken und dann von 1992 bis 1992 in drei Sammelbänden (Tankōbon). Sie sind in Transmissionen genannte Kapitel gegliedert, die oft jeweils einem Kampf oder einem wichtigen Handlungsabschnitt entsprechen. 1999 und 2000 erschien eine Neuausgabe in zwei Bänden.
Eine deutsche Veröffentlichung erfolgte 2001 durch den Carlsen Verlag. Daneben erschienen unter anderem eine polnische, russische, französische und englische Übersetzung.

## Rezeption
Patrick Drazen bezeichnet Legend of Lemnear in seinem Buch Anime Explosion! als „ziemlich langweiligen“ Anime nach typischen Schwert-und-Zauberei-Fantasy-Schema. Die OVA bestehe im Wesentlichen aus „einem Mädchen auf Rachefeldzug, ihrem Harem, wackelnden Brüsten“ und sich steigernden Kampfszenen, so die Anime Encyclopedia. Die Produzenten hätten die Bedürfnisse ihres Publikums zu sehr reduziert – und sich dabei vertan. Realistisch hüpfende Brüste, Actionszenen und gelungene Animationen allein seien nicht ausreichend, wenn an Inhalt nur eine halbherzige, platte Handlung geboten wird und es an Charakterzeichnung fehlt. Der Manga wird in der deutschen Zeitschrift AnimaniA als „spannende Reise durch eine mittelalterliche Welt voller Mystik und Abenteuer“ beschrieben. Die Geschichte zeichne sich durch „eine fesselnde Story, Action, Humor und […] ein Hauch von Erotik“ aus und biete „mit den charismatischen Persönlichkeiten und bezaubernden Zeichnungen“ einen „unvergessenen Lesegenuss“.